# Fête de la moisson

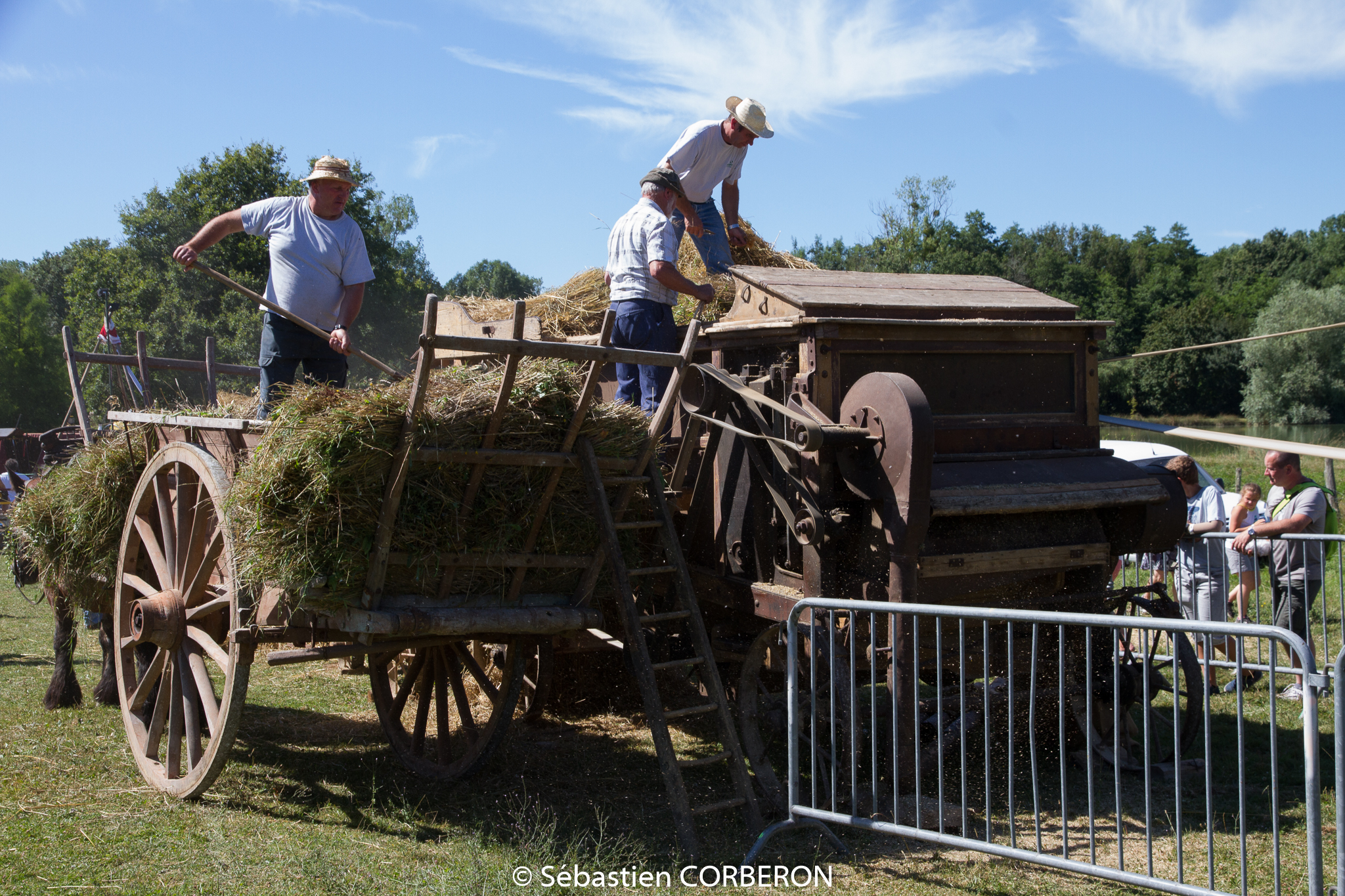
Fête de la moisson à Moulin du Vanneau (2015).

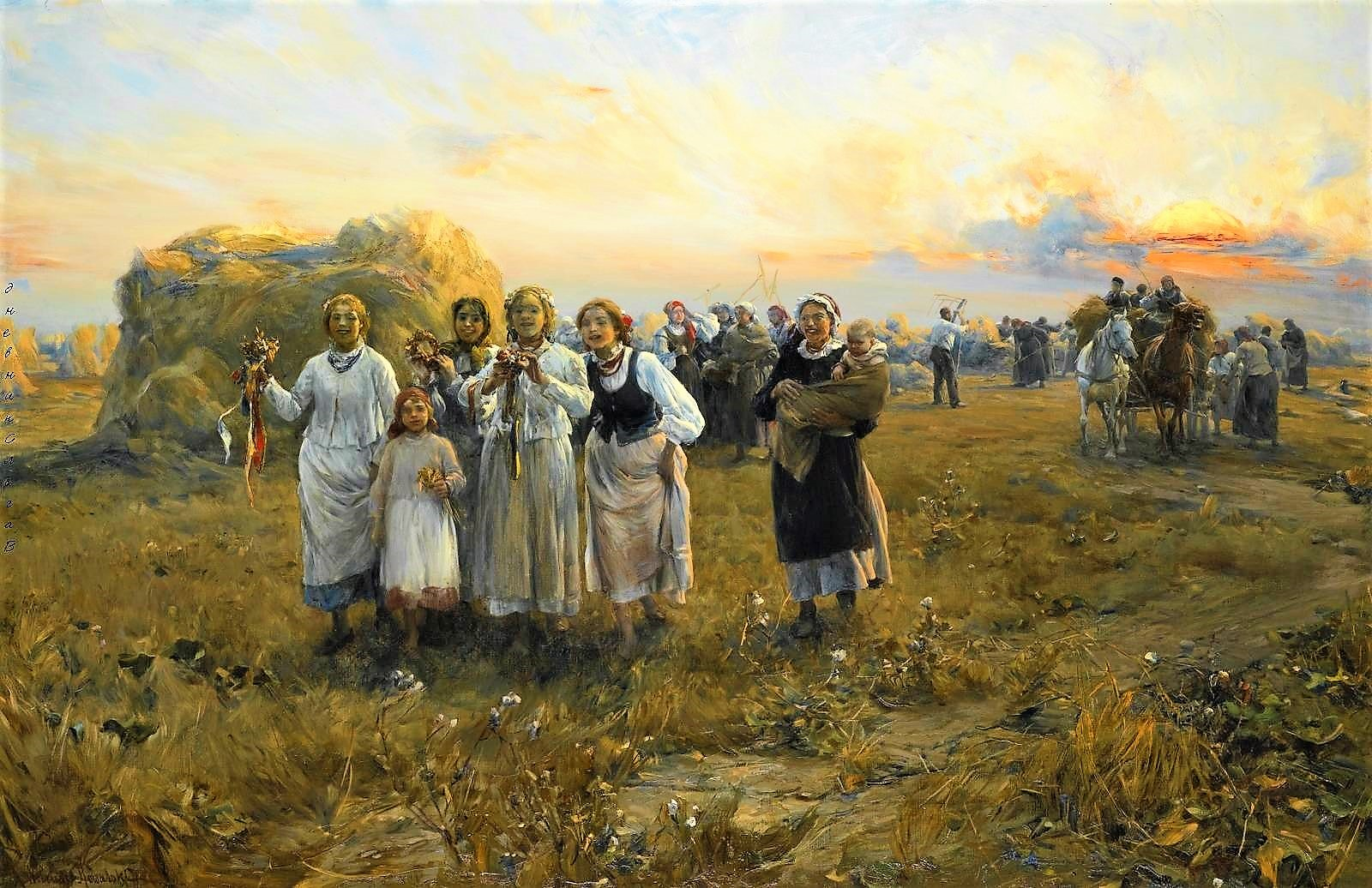
Fête de la moisson (dożynki) en Pologne, toile d'Alfred Kowalski, 1910.

La fête de la moisson est une cérémonie qui a lieu après les récoltes des céréales ; elle est pratiquée sous différentes formes sur tous les continents. 

## Fêtes des moissons
Ces cérémonies font référence à des fêtes de village au cours desquelles plusieurs expositions, jeux et éventuellement spectacles sont organisés en extérieur autour du thème de la moisson.
Les fêtes des moissons qui font partie des rituels apotropaïques et propitiatoires pour favoriser la prospérité des récoltes, étaient fréquentes jusque dans la seconde moitié du XXe siècle dans des sociétés de subsistance (fêtes religieuses grecques annuelles antiques de la Kronia (en), fêtes romaines des Sementivae (en), Robigalia, Lupercales et Saturnales, Chavouot dans la tradition juive, fêtes chrétiennes de Saint Marc et des Rogations…). Ces sociétés redoutaient en effet les dégâts sur les plantes cultivées (aléas climatiques, attaques de ravageurs de plantes…). Analogues aux anciens rituels de fécondité adressés aux dieux du feu et aux déesses de la fertilité, elles ouvrent ou terminent une période de travail dans les champs et font une large place aux symbolismes du feu (feux de joie, jeux avec des torches, processions aux chandelles ou aux flambeaux).
Généralement, afin de recréer les conditions de la moisson du siècle passé, plusieurs engins agricoles anciens sont mis en marche, les participants se costument. Des chevaux de labour sont mis à l'honneur et peuvent participer à des courses de labour, trainant leur charrue sur une ou plusieurs longueurs d'un champ. On trouve aussi régulièrement une exposition de vieux tracteurs et des jeux traditionnels anciens, bref tout ce qui permet de célébrer la tradition de la moisson dans une ambiance festive.